# 中国人民解放军陆军合成第一七八旅
合成第一七八旅（英語：178th Combined Arms Brigade），又称“铁骨硬旅”，是中国人民解放军陆军第七十一集团军下辖的一个中型合成旅，驻地安徽省滁州市。

## 概述
2011年底，装甲第十师拆分出一部组成机械化步兵第一七八旅，即本旅，在成立之时便成为全军首批建立的数字化旅。2017年改为中型合成旅。

## 沿革
| 部隊番號             | 使用時期             |
| -------------------- | -------------------- |
| 机械化步兵第一七八旅 | 2011年12月-2017年2月 |
| 合成第一七八旅       | 2017年2月至今        |